# Léonel de Laubespin
Léonel Antoine Emmanuel Mouchet de Battefort de Laubespin (Paris, 6 septembre 1810 - Paris, 4 janvier 1896) est un homme politique français.

## Biographie
Ancien élève de l'école Polytechnique, il est officier d'artillerie. Conseiller général du canton de Pouilly-sur-Loire, il est sénateur de la Nièvre de 1888 à 1896, siégeant à droite. En 1895, il est le doyen d'âge du Sénat. Ayant perdu son fils unique dans l'enfance, il consacre une partie de sa fortune aux œuvres caritatives. Il est l'un des fondateurs de l'institut Pasteur.
Il est inhumé au cimetière du Père-Lachaise (10e division).
La famille Mouchet de Battefort de Laubespin originaire de Franche-Comté fait partie de la noblesse d'extraction depuis 1525. Elle est subsistante et adhère à l'Association d'entraide de la noblesse française (ANF).

## Famille
Il épouse, le 11 avril 1850, Juliette de Plan de Sieyes de Veynes (1823-1912), fille de Jean Marie Ange Joseph de Plan de Sieyes de Veynes et de Pétronille Aimée Quintette de Rochemont. Ils ont deux enfants :
- Antoine Mouchet de Battefort de Laubespin  (1862 - 21 juin 1870), célibataire, sans enfants ;
- Marie Joséphine Alix Mouchet de Battefort de Laubespin  (16 mars 1864 - ?), célibataire, sans enfants.

## Distinctions

### Décorations françaises
- Officier de la Légion d'honneur (décret du 13 octobre 1895)[1].
  -  Chevalier de la Légion d'honneur (décret du 29 juillet 1840)